# Tweetbeeg
TweetBeeg Archivado el 6 de junio de 2014 en Wayback Machine. es una aplicación que permite escribir más de 140 caracteres en Twitter en la cual te puedes registrar e iniciar sesión con tu cuenta de Twitter sin poner en peligro tu privacidad. Permite al usuario escribir tuits más largos de 140 caracteres que serán publicados en el timeline del usuario en Twitter. Además de permitir escribir tuits más largos también permite personalizar la publicación cambiando los colores del fondo de pantalla y los de la fuente. Permite al usuario crear su propio blog que estará vinculado con el perfil de Twitter. Es posible añadir un título al tuit que aparecerá en tu timeline de Twitter haciendo tu publicación aún más interesante. Además puedes usar los títulos para mencionar a otros usuarios o hacer uso de los hashtags. Ha tenido un alto calado en el tema de publicar información viral con información multimedia de terceros como YouTube, Vine, Vimeo, Ustream entre otras. De este modo TweetBeeg permite al usuario crear blogs con un timeline similar al de Twitter.

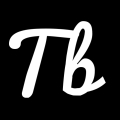
Logo de TweetBeeg.

Actualmente la aplicación se encuentra disponible solo en versión web y para Google Chrome(una extensión). La extensión de Google Chrome para PC permite una forma de publicar distinta a como se hace desde la web oficial. Permite escribir texto sobre una imagen que posteriormente será publicada en Twitter TweetBeeg es mayoritariamente usado desde la versión web porque el contenido generado suelen ser publicaciones largas.